# Фролов, Антон Вячеславович
Антон Вячеславович Фролов — судья по футболу.
Антон Фролов начал свою профессиональную карьеру в 2013 году, обслуживая матчи молодёжного первенства и второй лиги отечественного футбола.
Первый матч в РПЛ отсудил 16 мая 2021 года на стадионе «Мордовия Арена» в Саранске между командами «Тамбов» и «Зенит» (1:5).